# Хромець (Нижньосілезьке воєводство)
Хромець (пол. Chromiec) — село в Польщі, у гміні Стара Камениця Єленьоґурського повіту Нижньосілезького воєводства.
Населення — 205 осіб (2011).
У 1975-1998 роках село належало до Єленьоґурського воєводства.

## Демографія
Демографічна структура станом на 31 березня 2011 року:
|          | Загалом | Допрацездатний вік | Працездатний вік | Постпрацездатний вік |
| -------- | ------- | ------------------ | ---------------- | -------------------- |
| Чоловіки | 100     | 24                 | 71               | 5                    |
| Жінки    | 105     | 23                 | 60               | 22                   |
| Разом    | 205     | 47                 | 131              | 27                   |